# Pavé de l’Épinette
Der Sektor Pavé de l’Épinette ist ein 200 Meter langer mit Kopfsteinen gepflasterter Weg, welcher bei Paris–Roubaix innerhalb Templeuve-en-Pévèle in Richtung Moulin-de-Vertain passiert wird.

## Charakteristik
Bei der Rue de l’Epinette handelt es sich um eine kurze, nicht mehr bewohnte Verbindungsstraße in den Außenbezirken des Dorfs Templeuve. Der Sektor ist aufgrund seiner geringen Länge und dem leichten Gefälle relativ einfach, allerdings gibt es seit der letzten Renovierung keine ungepflasterten Randstreifen mehr. Der aktuelle Schwierigkeitsgrad ist mit einem Stern bewertet. Keine 200 Meter später schließt sich der Sektor Pavé du Moulin-de-Vertain an, mit der sich der Pavé de l'Épinette die Sektornummer 8 teilt (Stand 2023).

## Geschichte
Die Erstbefahrung war 1992, und der Sektor wurde bis 1998 jährlich bei Paris–Roubaix befahren. Anschließend wurde der Sektor erst nach einer Restaurierung durch Les Amis de Paris–Roubaix im Jahre 2005 befahren. Eine erneute Zwangspause erlebte der Sektor zwischen 2013 und 2017; in dieser Zeit wurde er über die Rue Lesrues und die Rue de Péronne umgangen. Nach erfolgter Restaurierung wurde er 2018 wieder in die Streckenführung von Paris–Roubaix aufgenommen.

## Bildergalerie

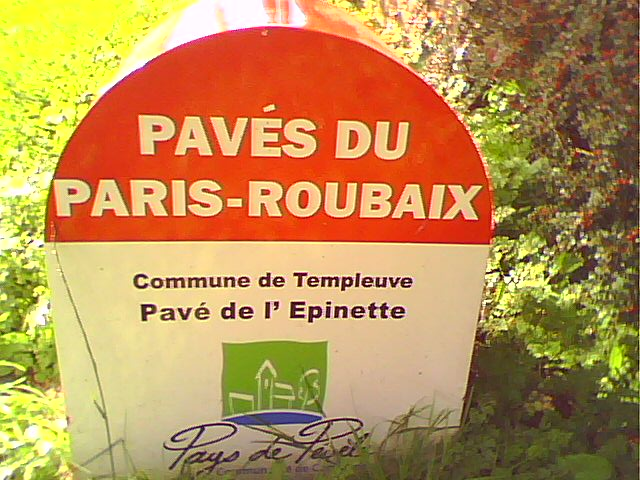
Beginn Sektor Pavé de l’Épinette
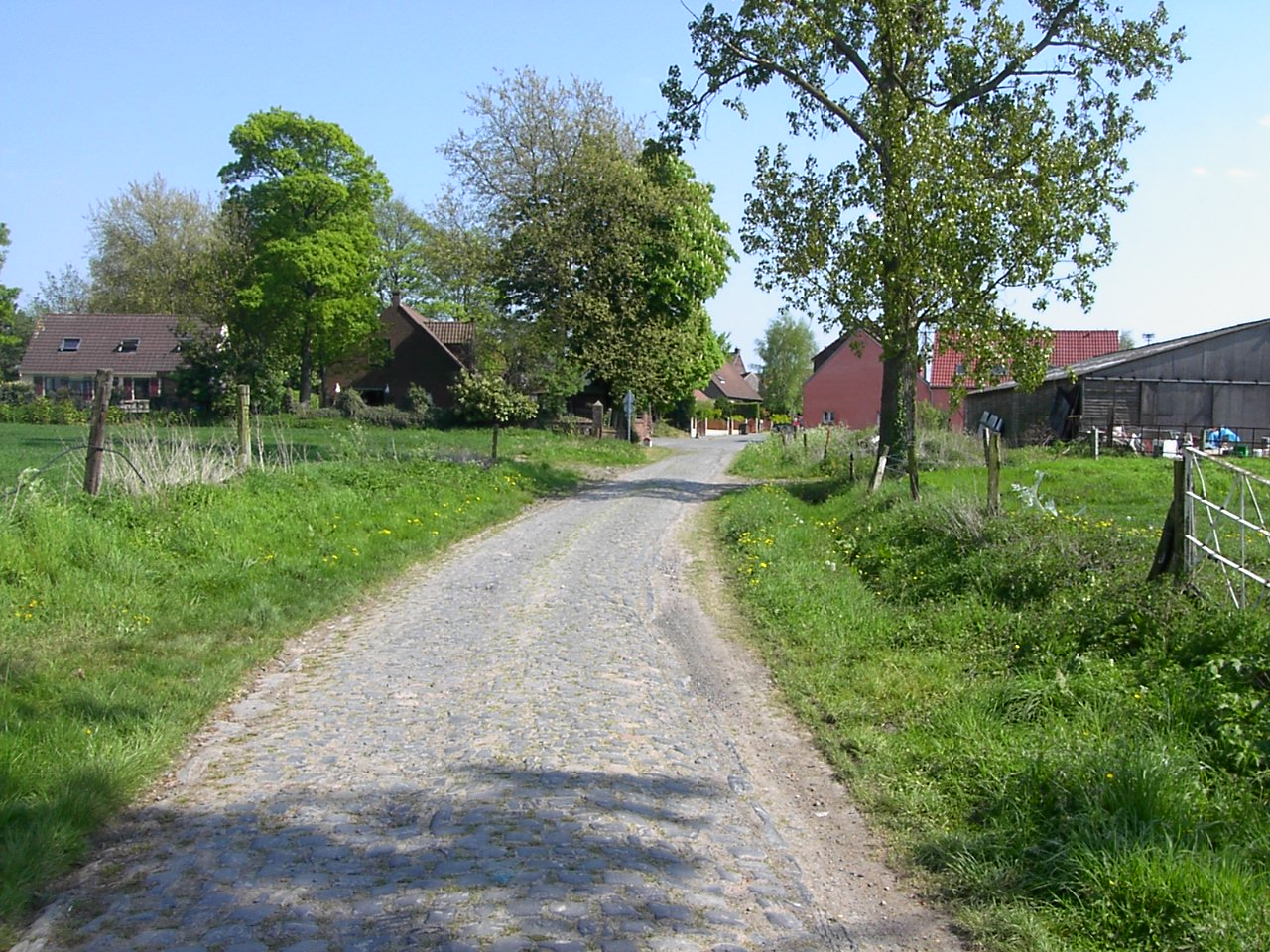
Mitte des Sektor Pavé de l’Épinette (2011)
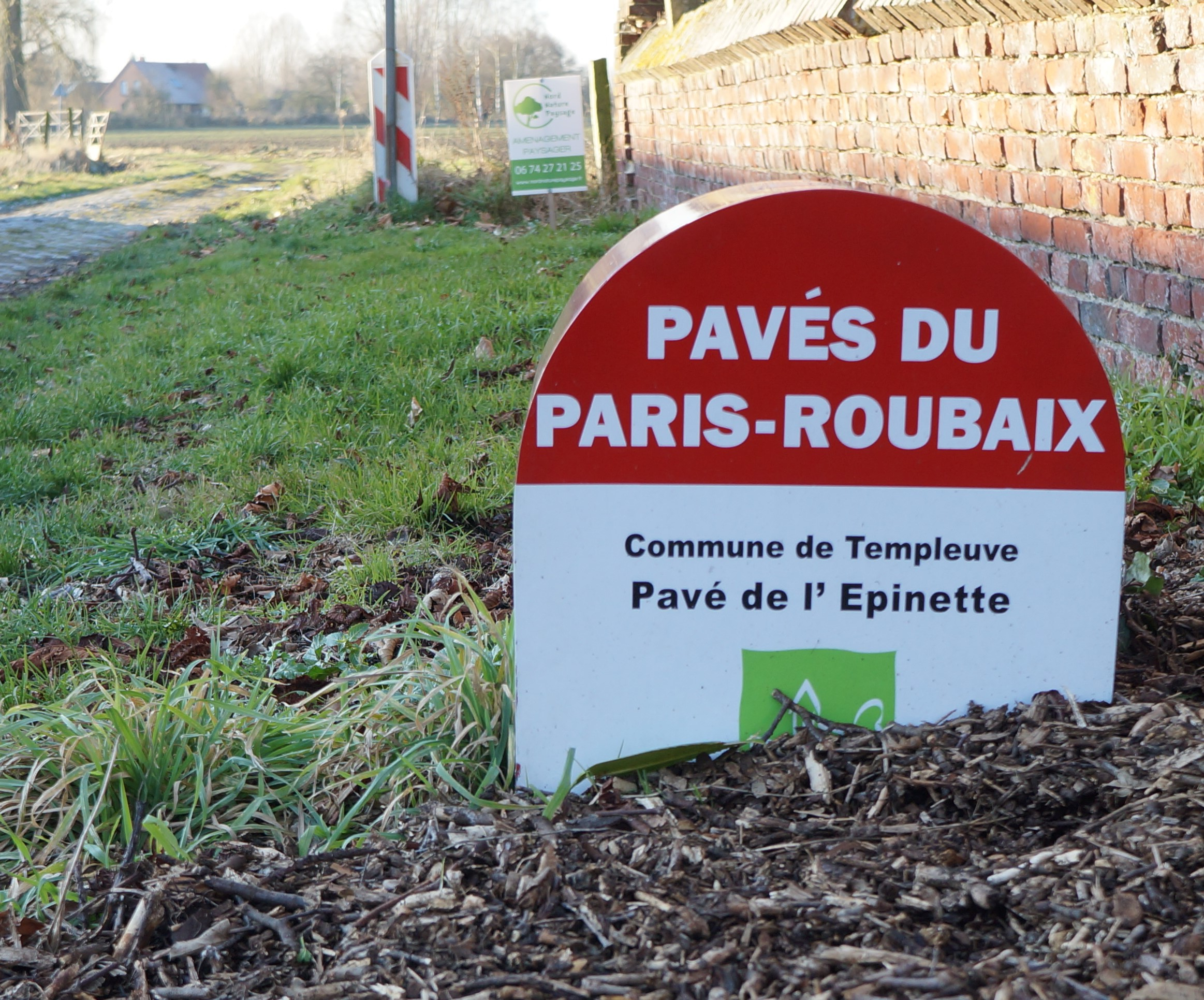
Ende Sektor Pavé de l’Épinette